# Minoritenkloster Beuthen

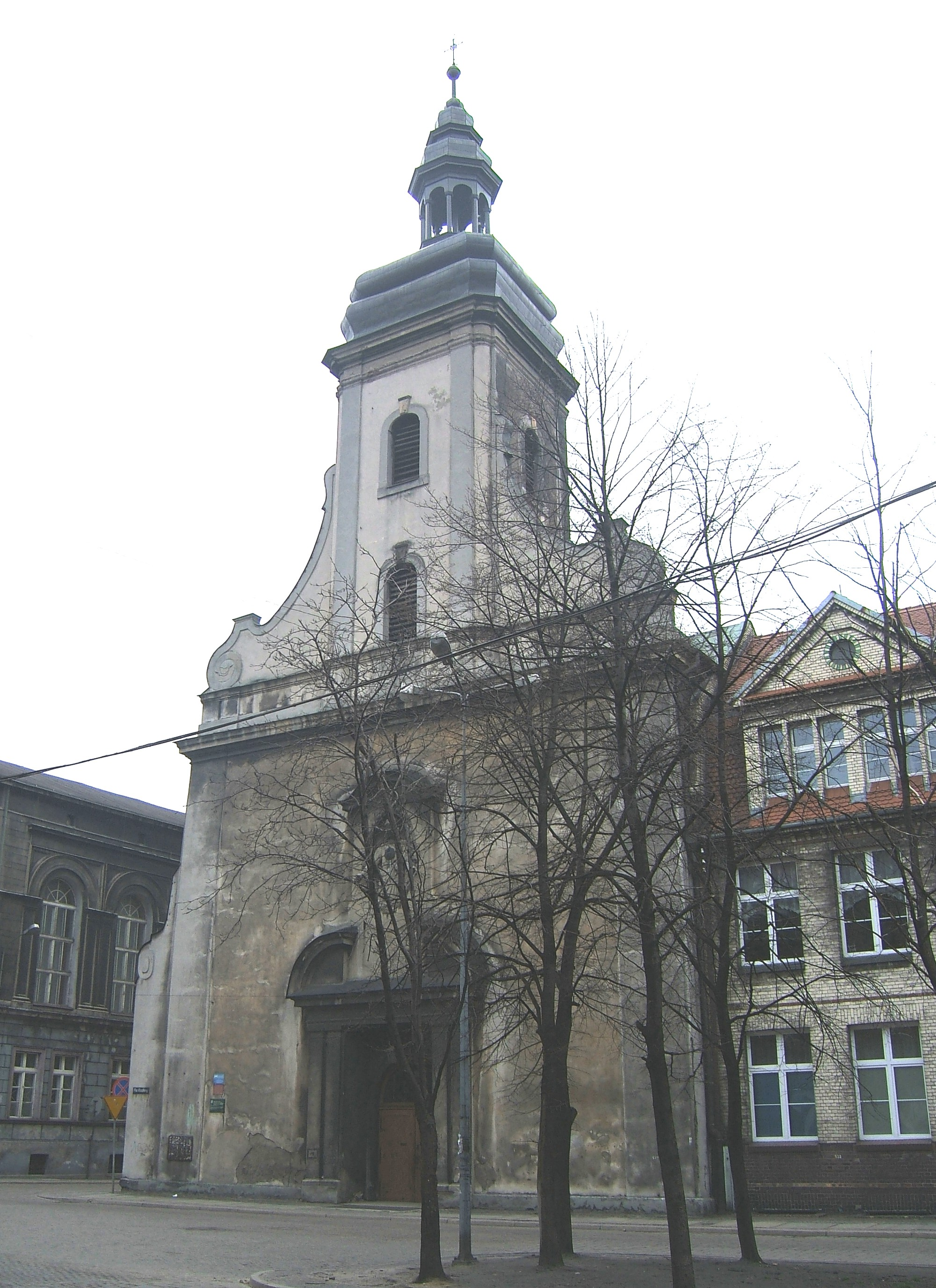
Adalbertkirche, früher St. Nikolaus, ehemalige Klosterkirche des Minoritenklosters Beuthen

Das Minoritenkloster Beuthen war eine Niederlassung der Ordensgemeinschaft der Franziskaner (ordo Fratrum Minorum, ‚Minderbrüder‘) in der Stadt Beuthen O. S. im Herzogtum Ratibor bzw. ab 1281 Herzogtum Beuthen in Schlesien (seit 1945 Bytom in der Woiwodschaft Schlesien in Polen). Das Kloster wurde vor 1258 vermutlich von Wladislaus I., Herzog von Oppeln und Ratibor, gegründet. 1453 wurde es in das österreichisch-böhmische Observantenvikariat aufgenommen, gehörte also zum Zweig der Franziskaner-Observanten. Mit der Reformation ging das Kloster unter. 1564 oder spätestens 1571 stand es leer. 1605 wurde das inzwischen stark verfallene Kloster polnischen Minoriten (Franziskaner-Konventualen) überlassen und gehörte ab 1727 zur Böhmischen Minoritenprovinz. 1810 wurde es aufgehoben.

## Lage
Das Kloster lag im Südosten der heutigen Altstadt von Beuthen an der Stadtmauer. Die Kirche war dem hl. Nikolaus geweiht. Kirche und Klostergebäude sind stark verändert erhalten geblieben. Die Kirche ist heute römisch-katholische Kirche und ist dem Adalbert von Prag geweiht. Die ehemaligen Klostergebäude liegen heute in der ulica Antoniego Jósefczaka/Ecke plac Klastorny.

## Geschichte
Nach dem Ordenshistoriker Lucas Wadding (1588–1657) bzw. der Chronik von Christ wurde der locus Beuthen im Kapitel der böhmischen Franziskanerprovinz 1258 in Iglau unter dem Provinzialminister Daniel unter die Konvente aufgenommen. Als Stifter und Initiator des Klosters in Beuthen gilt Herzog Wladislaus I. von Oppeln-Ratibor. Die eigentliche Gründung des Konvent dürfte also noch einige Jahre vor 1258 liegen.
Beuthen war schon 1177 oder 1179 von Kleinpolen abgetrennt und an Schlesien angeschlossen worden. Trotz der Änderung der politischen Zugehörigkeit verblieb Beuthen bis 1821 im Bistum Krakau. Beuthen war ein bedeutenderes Kloster der Franziskaner in Schlesien. 1326 und 1346 fanden in Beuthen Provinzialkapitel der böhmischen Ordensprovinz statt.

### Wechsel zur Observanz
Am 25. August 1436 stellte Papst Eugen IV. die Bulle Sacrae religionis aus. Sie erlaubte der Observanz-Bewegung innerhalb des Franziskanerordens, zwei Klöster in der Böhmisch-polnischen Ordensprovinz und je drei Klöster in Ungarn und Österreich zu gründen. Aus einer weiteren Bulle dieses Papstes aus dem Jahr 1443 geht hervor, dass zwei Klöster in Schlesien in der Kustodie Oppeln zur Observanz übergetreten waren. Nach Lucius Teichmann und ihm folgend Petr Hlaváček sollen es die zwei Klöster in Cosel und Beuthen gewesen sein. Die Observanten unterstanden nicht mehr dem Provinzial, sondern hatten einen eigenen Generalvikar als Vorgesetzten.
In den Jahren 1453 bis 1454 versuchte Johannes von Kapistran, die schlesischen Franziskanerklöster für die strenge Observanz zu gewinnen. In wenigen Klöstern hatte er Erfolg, darunter im Kloster Beuthen. So nahm er 1453 dieses in sein 1452 neu gegründetes österreichisch-böhmisches Observantenvikariat auf. 1454 wohnte er eine Zeitlang im Kloster Beuthen. In dieser Zeit wurden die Armutsregeln der Observanz streng durchgeführt. Alle Haustiere wurden abgeschafft, bis auf einen Esel, der für das Tragen von gesammelten Almosen gebraucht wurde.
Angeblich wurde das Kloster 1453 aus Kommunalmitteln der Stadt Beuthen vollständig wiederaufgebaut. Es liegen aber keine Nachrichten über einen Brand oder Zerstörung vor.

### Wallfahrt nach Beuthen
1489 starb im Kloster Beuthen Bruder Alexius aus der Zips. An seinem Grab sollen sich viele wundersame Dinge ereignet haben. Die Berichte darüber verbreiteten sich rasch und zogen zahlreiche Wallfahrer zu seinem Grab an.

### Vorläufiges Ende
1517 waren die im 15. Jahrhundert entstandenen Zweige des Franziskanerordens in zwei Orden geteilt worden, in die Franziskaner-Observanten, oder schlicht Franziskaner (Klöster ohne Besitz) und in die Minoriten oder Konventualen (Klöster mit Besitz), wobei der Begriff Minoriten im 14. und 15. Jahrhundert auch synonym für die Mitglieder des noch ungeteilten Franziskanerordens benutzt worden war. Die ältere Literatur (Gramer) benutzt einige Male auch die in Polen und teils auch in Schlesien übliche Bezeichnung Bernhardiner für die Franziskaner-Observanten, nach Bernhardin von Siena, einem der Hauptvertreter der Observanzbewegung.
In Österreich und Böhmen entstanden nach der Aufteilung in zwei Orden eine Franziskaner- und eine Minoritenordensprovinz, die beide in der Reformation fast untergingen. Beide Orden erholten sich aber im späteren 16. und Anfang des 17. Jahrhunderts.
Um 1564 war das Kloster in Beuthen verlassen; nach anderer Nachricht starben die letzten Klosterbewohner 1571 an der Pest. Die Klosterkirche wurde in der folgenden Zeit von der Stadt Beuthen baulich unterhalten, um sie nicht verfallen zu lassen.

### Wiederbesiedlung des Klosters
1605 baten Minoriten der Polnischen Minoritenprovinz beim böhmischen Landesherrn Kaiser Rudolf II. um die Erlaubnis zur Wiederbesiedlung des verlassenen Klosters in Beuthen, freilich unter der falschen Angabe, das Kloster habe früher zur Polnischen Ordensprovinz gehört. Die polnischen Minoriten wurden förmlich in den Besitz des Klosters gesetzt und erhielten auch die in der Schatzkammer der Stadt verwahrten Messgewänder und Kirchenkleinodien des früheren Klosters. Sie verzichteten um der guten Nachbarschaft willen auf die seit 1564 versessenen (nicht mehr gezahlten) Zinsen des verlassenen Klosters. Der Guardian Franz Marczinkowski erhielt von Hedwig der Müllerin 100 Gulden (à 80 polnische Groschen) und 100 Schock Schindeln zur Reparatur der Klostergebäude als Geschenk. Den Brüdern wurde aber verboten, Branntwein und Bier in einem klostereigenen Haus auszuschenken. Der Beuthener Bader wurde (wieder) verpflichtet den Konventualen die Bärte und die Tonsur unentgeltlich zu schneiden.
Im Dreißigjährigen Krieg wurde das Kloster zuerst 1627 von  Mansfeldischen Truppen, und 1643 von Schwedischen Truppen ausgeplündert. 1682 gehörte das Minoritenkloster Beuthen wie auch das Minoritenkloster Oppeln zur Kustodie Krakau der Polnischen Minoritenprovinz.

### Wechsel der Ordensprovinzen
Schließlich erreichten die böhmischen Minoriten, dass das Kloster 1725 auf Anordnung von Papst Benedikt XIII. und Kaiser Karl VI. an ihre Provinz angeschlossen wurde. Nach einem Bericht von 1741 besaß das Kloster Äcker, Wiesen, Wälder und Kapitalien sowie fünf „Klosterhäuser“, so dass damals 16 Konventualen gut leben konnten. Das Provinzialkapitel von 1734 hatte die Zahl zwar auf 12 Konventualen begrenzt, dies scheint jedoch nicht eingehalten worden zu sein. 1751 befanden sich 15 Ordensangehörige im Kloster.
Am 10. August 1754 ordnete der Generalminister der Minoriten auf Betreiben des preußischen Königs Friedrich II. an, dass die Minoritenklöster in Schlesien aus der Böhmischen Provinz sowie der Mährischen Provinz zu einer neuen „Provinz vom hl. Johannes Nepomuk und der hl. Hedwig“ zusammengeschlossen wurden.
1783 ließ Guardian Alexander Mosch das Kloster mit finanzieller Unterstützung des Grafen Lazarus Henckel barockisierend umbauen. Graf Lazar stiftete daraufhin auch ein Erbbegräbnis für seine Familie in der Klosterkirche, das 1827 in die katholischen Pfarrkirche verlegt wurde. 1783 zählte der Konvent noch 10 Ordensbrüder. 1791 zählte der Konvent noch 4 Priester und 2 Laienbrüder. Nach einem Bericht des bischöflichen Visitators des Bistums Krakau führten sie ein vorbildliches Ordensleben. Um 1800 waren es wieder 10 Ordensbrüder.

### Aufhebung
Mit dem Säkularisationsedikt König Friedrich Wilhelms III. vom 30. Oktober 1810 wurde das Minoritenkloster Beuthen vom preußischen Staat eingezogen. Bei der Aufhebung 1810 zählte der Konvent noch fünf Mitglieder: den Guardian, zwei weitere Priester und zwei Laienbrüder. Die Klostergebäude im Taxwert von etwa 40.000 Talern wurden der Stadt Beuthen geschenkt. 1816 wurde die katholische Elementarschule in die Klostergebäude verlegt.
Die Klosterkirche stand zunächst leer. 1833 verkaufte die Stadt die Kirche für 4.000 Taler an die evangelische Gemeinde. Sie wird heute als St. Adalbertkirche wieder als katholische Pfarrkirche genutzt.

### Guardiane und andere Klosterämter
| Amtszeit          | Guardian                | Sonstige Ämter und Anmerkungen                                                        |
| ----------------- | ----------------------- | ------------------------------------------------------------------------------------- |
| 1517              | Vitus                   | Guardian und Definitor                                                                |
| 1624 bis 1629     | Franz Marczinkowski     | Guardian                                                                              |
| 1736              | Fulgentius Leippelt     | Zacharias Czebulka, Vikar                                                             |
| (1747)            | Clarus Ronck            | Guardian, Gilbertus Iskra, Sonntagsprediger, Romualdus Kobilkowitz, Feiertagsprediger |
| (1751) bis (1752) | Clarus Ronck            | Guardian                                                                              |
| (1754)            | Claudius Woykowiki      | Clarus Ronck, Vikar, Leopoldus Kondeck, Prediger                                      |
| (1758)            | Clarus Ronck            | Guardian, Henricus Hilscher, Sonntagsprediger, Leopoldus Kondeck, Feiertagsprediger   |
| (1764)            | Matthäus Joseph Fischer | Guardian                                                                              |
| (1769)            | Heinrich Hilscher       | Guardian, Leopoldus Kondeck, Feiertagsprediger                                        |
| (1778) bis (1780) | Alexander Mosch         | Guardian, Leopoldus Kandeck, Senior                                                   |
| (1780) bis (1782) | Alexander Mosch         | Guardian, Edmund(y) Galovsky, Vikar                                                   |
| (1789)            | Laurentius Mittag       | Espeditius Mitschke, Vikar und Prediger                                               |
| (6. Juli 1789)    | Mansuetus Scholz        | er war 1797 Provinzialminister der schlesischen Minoritenprovinz                      |
| 1793              | Mansuetus Scholtz       |                                                                                       |